# Agrochola meridionalis
Agrochola meridionalis là một loài bướm đêm trong họ Noctuidae.